# Алкасов, Мудар
Мудар Алкасов (? — 1641) — кабардинский князь, правнук Джиляхстана Минбулатова, основателя княжеского рода Джилястановых. Старший сын Алкаса Джамурзина, шурин персидского шаха Аббаса I (1587—1629). Родоначальник малокабардинского княжеского рода Мударовых.

## Биография
В июне 1614 года Мудар Алкасов вместе с другими кабардинскими князьями принес присягу на верность русскому царю Михаилу Фёдоровичу.
В октябре 1614 году князь Мудар Алкасов совершил поездку в Персию и прибыл в Тебриз, где был принят шахом Аббасом Великим. Алкас Мударов преподнес шаху в дар коней и доспехи. Князь получил от шаха подробные инструкции. Кроме инструкций, шах отправил с князем своих агентов, в задачу которых входило следить, чтобы князь не передумал на обратном пути.
В отписке терского воеводы П. П. Головина в Посольский приказ сообщается: «и ныне де Мурдар-мурза у шах-Баса пожалован, а хочет де с шах-Басовыми ратными людьми на сей весне воевати горские землицы и их Кабардинскую землю».
Простейшей дипломатической инициативой Мудар Алкасов сразу превратился в важную политическую фигуру, практически равную Шолоху Тапсарукову, получившему жалованную грамоту на княжение от московского правительства.
В 1615 году по совету персидского шаха князь Мудар Алкасов со своими подданными поселился в Дарьяльском ущелье, перекрыв стратегический горный проход из Закавказья на Северный Кавказ.
В политической жизни Кабарды и Северного Кавказа в первые десятилетия XVII в. Мудар Алкасов играл заметную роль. Алкасов один из немногих кабардинских князей, кто в своей политике в течение длительного времени ориентировался на Сефевидский Иран. И это несмотря на то что его сестра Бабахупс была женой князя — валия Кабарды (1616—1624) Куденета Камбулатовича Черкасского, чей сын Яков, брат Борис и племянник Иван — крупные бояре, в разные годы занимали важнейшие государственные и военные посты в Русском государстве.
Мудар Алкасов был одним из активных участников феодальных междоусобиц. В борьбе двух ветвей рода Идаровых он поддерживал своих родственников сыновей Камбулата против сыновей Сунчалея.
В мае 1641 года кабардинские князья Алегуко Шогенуков и Хатокшоко (Атажуко) Казиев (союзники Сунчалеевичей) напали на владения Мудара Алкасова и умертвили его.
Единственный сын - Кази-мурза Мударов.